# Бюкебург
Бюкебург (на немски: Bückeburg) е град в Долна Саксония, Германия, с 18 984 жители (към 31 декември 2014).
Намира се на ок. 50 km западно от Хановер и 10 km източно от Минден.
Бюкебург е от 1640/1647 г. резиденция на Графство Шаумбург-Липе, от 1807 г. на Княжеството Шаумбург-Липе и от 1919 до 1946 г. столица на Република Шаумбург-Липе.